# Макамба
Макамба (рунди Makamba) — город на юге Бурунди, административный центр одноимённой провинции.

## Географическое положение
Город находится в северной части провинции, к востоку от озера Танганьика, на высоте 1472 метров над уровнем моря. Макамба расположена на расстоянии приблизительно 90 километров к юго-востоку от Бужумбуры, крупнейшего города страны.

## Население
По данным переписи 1991 года численность населения Макамбы составляла 5198 человек.
Динамика численности населения города по годам:
| 1991 | 2008 |
| ---- | ---- |
| 5198 | 9396 |

## Транспорт
Ближайший аэропорт расположен в городе Гитега.